# Bonit
Bonit (Katsuwonus pelamis) är en fisk i familjen makrillfiskar och den enda arten i släktet Katsuwonus. På engelska kallas den Skipjack. Boniten är den vanligaste fisken som säljs som konserverad tonfisk.
Boniten har enfärgad rygg men längdband på buken och förekommer i alla varma hav. Den fångas ibland i Skagerack och Kattegatt.
I det japanska köket torkas den till så kallad katsuobushi, som man hyvlar flagor ifrån som sedan kan användas till buljong, garnering, eller diverse annat.

## Bilder

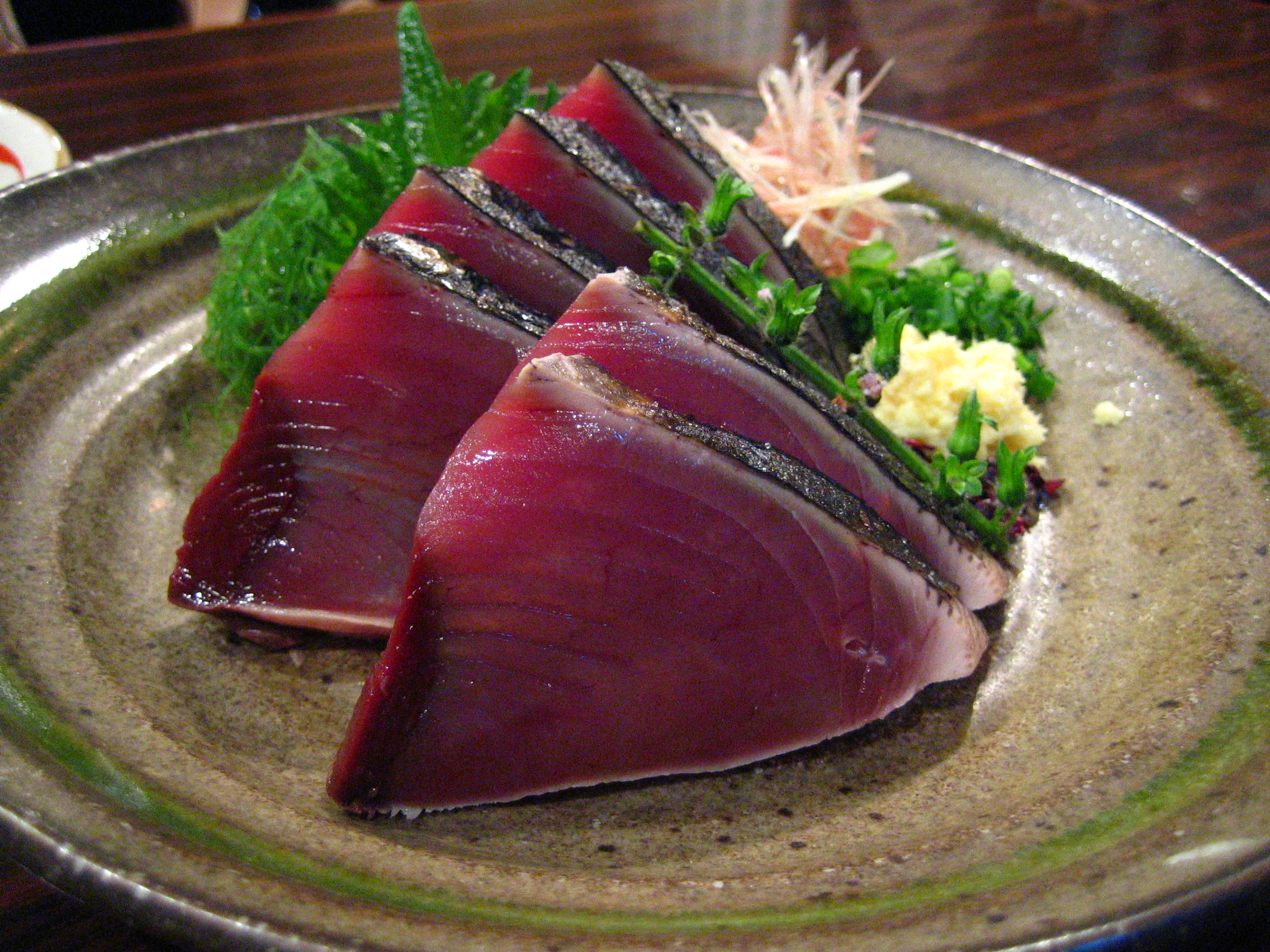
Katsuo no Tataki.